# Ахрари, Накибхан Туграл
Накибхан Туграл Ахрари (28 марта 1865 — 29 июня 1919, Засун, Варзиминорский район) — таджикский поэт XIX—XX веков, живший в Бухарском эмирате (на территории нынешнего Айнинского района Таджикистана), оставивший большое литературное наследие в Таджикистане и Узбекистане. Был убит во время Басмаческого восстания у реки Зарафшан, похоронен в селе Зосун.

## Биография
Накиб родился 28 марта 1865 года в селе Фалгар (ныне Айнинский район). Туграл провёл свое детство и юность в родном городе.
Накибхон с намерением достичь большего научного и литературного совершенства совершил поездку в Самарканд и Бухару, поселился в одной из комнат медресе Тилла-Кори в Регистане (Самарканд) и занялся научным делом. Во время учебы Накибхон познакомился с группой ученых и учителей, вошел в общество тогдашней интеллигенции Самарканда и с теплой рукой и сердцем начал писать стихи. После окончания медресе Накибхон некоторое время работал в Бухаре, получил необходимые сведения от известных в то время ученых Бухары, а затем вернулся в родной город. Накибхон женится на девушке по имени Истам из деревни Куруд, и в результате девяти лет совместного проживания у них рождается сын. Но, к сожалению, враги Туграла убивают этого мальчика. О рождении и смерти сына сам Туграл сказал:
Много раз в моем сердце было желание о сыне,
И даже если даст для меня Бог дарование,
Пришёл уже конец в пальме капусты, в желание за плод,
Осталась кисть лишь в сердце моём от путешествия этого.
Согласно источникам, Туграл Ахрори в высокой степени знал и чувствовал тонкости своего тысячелетнего родного языка, таджикско-персидского, а также был мастером арабской лексики, о чем свидетельствуют арабские пословицы и стихи, которые он процитировал и создал сам. Туграл Ахрори был очень искусным шахматистом, у него был красивый почерк и красивая жена. Кроме того, он очень хорошо знал профессию земледельца и строительное искусство, обычаи и традиции народа, язык, быт народа и быт городов и сел. И вся эта научная изобретательность, человеческие добродетели и литературные способности Туграла были серьезно признаны его современниками, доказательством такого утверждения являются следующие слова его современника поэта Чавдата:
Он был единственным поэтом нашего века,
При разговоре и встрече с которым не было скучно.
Туграл Ахрари был скромным и бедным человеком, и его не считали жадным до денег. Дружба и беседа в медресе Самарканда и Бухары с бедными и муллами, бесконечные приходы и уходы бедных и нуждающихся людей в дом Туграла Ахрори в Зосуне свидетельствуют о благожелательности, милосердии и человеколюбии поэта. Кроме того, среди бедняков Фалгара, Пенджикента, Истаравшана, Мастчоха, Самарканда и Бухары у него было много друзей и союзников, он был товарищем ряда художников и интеллектуалов, собеседником группы видных ораторов и писателей той эпохи. В частности, поэт упоминает Ахмади Васли, Масихои Тамхида, Ахмади Равнака, Ишокбека Ваххоча, Курби, Хасрати, Гулхани, Лутфи, Мухаммадкули Тарчумона, Ашрафи Туччора и других в своем сочинении, питавшие к нему уважение и помогшие в печати его книги.
В период с 1918 по 1919 год Туграл Ахрори принял участие в нескольких кровопролитных боях с Советской Красной Армией против басмачей и повстанцев верхнего Зеравшана, часто размещал штаб добровольческих отрядов и солдат в своем дворе и вместе с ними, он спас от войны села Томин, Фатмев, Гузари-Бод, Рарз и Похутро. Во время одного из таких боев за освобождение села Вешаб был оклеветан врагами и недоброжелателями, а 28 июня 1919 года убит советскими воинами в села Зосун у реки Зерафшан.

## Память
В настоящее время средняя школа № 8 Айнинского района, существующая в селе Зосун, носит имя Накибхона Туграла. По инициативе и под руководством Халима Ёрова в селе Зосун были построены усыпальница, музей и бюст Накибхона Туграла. В 2015 году был отреставрирован историко-культурный комплекс Накибхона Туграла в его родном селе Зосун Айнинского района. Комплекс состоит из усыпальницы поэта, фонтана, статуи поэта и резного крыльца в национальном архитектурном стиле. Усыпальница поэта модернизирована и украшена национальными мотивами, изразцами, лепниной и резьбой. Статуя поэта создана мастером искусств Таджикистана Гафурджоном Джураевым.

## Творчество
Литературное наследие Накибхона Туграла занимает яркую страницу в истории таджикско-персидской литературы. Его творчество привлекло внимание знатоков ещё с той поры, когда он только вступил на литературное поприще. Поэтому, моменты из его жизни, некоторые его удачи и неудачи и образцы его произведений, можно увидеть в некоторых научных источниках, изданных в конце XIX и начале XXI веков. Первое издание Туграла «Девони Туграли Ахрори» («Диван Туграла Ахрори») вышло в 1916 году, в типографии города Каган, вблизи Бухары, благодаря поддержке его друзей. Этот сборник в классическом стиле стихотворной строфы, выдержан в порядке правил ритмики и рифмовки стихов, и содержит 303 газели, 3 мусаддаса (стихотворение, в котором шесть полустиший, пять рифмуются между собой, а шестое имеет особую рифму), 1 мустазод (стихотворная форма, в которой к каждой строке добавлена дополнительная, более короткая строка), 9 мухаммасов (пятеричных стиха, подражающих поэтическому образцу других поэтов), 1 тарджеъбанд (строфическое стихотворение с рефреном, состоящее из двух рифмующихся полустиший), 8 касыд, «фирокнома» (ода, посвящнная разлуке), стихотворение о наместнике области Кеш, сокинома (вакхическое стихотворение), тасдикнома (подтверждение), два исторических стиха и другие; в общем объёме произведение состоит из 7335 стихотворных строк. Копии «Девони Туграли Ахрори» («Диван Туграла Ахрори») (1916) содержатся в исследовательских центрах и библиотеках Таджикистана и Узбекистана.
Некоторые произведения, не включённые в вышеуказанный диван, в виде маснави, касыда (ода), газель, рубаи и фард, собраных из «Мусаввады» («Рукописей») благодаря помощи и усилиям поклонника и товарища поэта А. Пулодова, находкам М. Дири, известны под названием «Нусхаи мавлув» («Подлинный экземпляр»), «амъкардахо» («Коллекция») Ш. Махмадшоева, значительному вкладу Н. Маъсуми и других. Образцы этих произведений стали доступны читателям в изданиях «Мунтахаботи ашъор» (Избранные поэзии") (1964), «Гихи мехр» («Древо любви») (1986) и «Корвони мухаббат» («Караван любви») (1990). Полнейшим собранием стихов поэта является «Гихи мехр» («Древо любви»), содержащее 325 газелей, 12 полных касыд, 13 мухаммасов, 2 мусаддас, 2 мусаддаси тареъбанд, 1 мусаддаси тазмини, 1 мусамман, 2 бадеха, 7 китъа, 1 мустазод, 2 рубоии мустазод, 1 дубайти, 13 рубаи, 41 фард, месневи «Наврузнаме», «Аризахо» («Заявлений»), «Табъи Девон» («Издание Дивана»), поэма «Лейли и Меджнун» и «Сокинома» («Вакхическое стихотворение»). Махмуд Дири в статье «Мунтахаби тозаи Туграл» («Новые избранные произведения Туграла»), в которой пишет о произведении «Гихи мехр» («Древо любви»), приветствует публикацию ещё неизданных стихов поэта, и считает это «серьёзным шагом в изучении творческого наследия Туграла». Несмотря на некоторые недостатки в размере и тексте рассматриваемых избранных стихов вышеупомянутый литератор выражает беспокойство тем, что не все рубаи принадлежат поэту. «Из пятнадцати рубаи отнесенные в данном стихотворном сборнике Тугралу,-пишет М. Дири, дубайти 8, 11, 14 не Туграла. Первый рубаи,- продолжает он, принадлежит перу Халилсултон ибни Мироншох, и написаны во время его пребывания в заключении в Шохрухие… становится особенно заметно также, что автором второй и третьей дубайти (вид четверостишия) являются другие…». Учитывая замечания М. Дири составитель «Корвони мухаббат» («Караван любви») (1990) А. Рахмон, подозрительные рубаи в упомянутый сборник не включил, в результате их число от 15 достигло 7. Это количество дубайти и рубаи поэта приводится также в «Девони нав» («Новый диван») (2011), что по нашему мнению также заслуживает внимания. Поскольку в «Девони Туграли Ахрори» («Диван Туграла Ахрори»), изданном в 1916 году, рубаи и дубайти отсутствуют. Те дубайти и рубаи, которые можно увидеть в сборниках 1964 и 1986 годов, собраны и напечатаны из мусаввады (рукопись), тазкира (антология) и баз (альбом стихов) и вообще вышеупомянутых находок, подверглись корректировке в «Корвони мухаббат» («Караван любви») (1990) и «Девони нав» («Новый диван») (2011), затем были изданы. Он состоит из 307 газелей, 6 касыд…, 11 мухаммасов, 4 мусаддаса, 1 мусамман, 3 кытъа, 2 мустазод, месневи «Наврузнома», «Тасдикот» ва «Табъи девон», «Сокинома», 3 дубайти, 4 рубаи и иллюстраций к ним. Рассматриваемый диван не внесший в наследие Накибхона Туграла ничего нового, имел огромное значение, так как был представлен в новой редакции и на кириллице для незнакомых с персидско-таджикской вязью поклонников. В том числе, те недостатки, имевшие место в старом издании, были исправлены в «Девони нав» («Новый диван»).
Исследование и сравнение сборника и «Девони нав» («Новый диван») привело нас к такому выводу, что до сегодняшнего дня «Девони Туграли Ахрори» (1916) полностью не издан. Если мы сравним сборник «Гихи мехр» («Древо любви») и «Девони нав» («Новый диван»), опубликованный под названием «Девони ашъори Туграли Ахрори» («Диван стихов Туграла Ахрори») (2011), то увидим явное доказательство сказанному выше.

## Газели Туграла
О, дорогая, что ты сделала со мной?!
О, дорогая, что ты сделала со мной?!
Я был прав, душа высокая и похожая со мной!
Ведь о моя милая, ударь меня камнем вины,
Под ногами бессознательное растоптала ты меня!
Почему, ты должна игнорировать меня?
Слепого инвалида во мне представила?!
От тебя, о Венера, моя речь приобрела свежий тон
Из ревности, о колесо, как Якуб заставил меня плакать!
Ведь это была твоя работа, о шея мира,
Что ты сделала в последний день?!
В моем зеркале отразилось сто смыслов,
Призыв печали на лице моей души!
Был день, когда мне нужно было за это заплатить.
Кровь тоски, о небо, окончательно прокляла меня!
Все мы несведущи в знании.
Разговор ученых в жизни запретила!
Он летает в воздухе Туглалама,
Пока ты, моя милая, не забрала меня из моей жизни!
- Прощальное письмо
- Резиденция

Последнее произведение Султана Сафара, профессора, драматурга и художника, известного как поэт Кутби Кирам, было посвящено жизни и творчеству Накибхона Туграла.

## Примечание
1. ↑  Кумитаи меъморӣ ва сохтмони назди Ҳукумати ҶТ / Тоҷикӣ / Хабарҳо Ифтитоҳи маҷмааи таърихӣ-фарҳангии Нақибхони Туғрал. Дата обращения: 4 сентября 2022. Архивировано 4 сентября 2022 года.
2. ↑  http://www.bbc.co.uk/persian/tajikistan/story/2008/09/080916_sq-soltansafar-death.shtml Даргузашти Султон Сафар, дромнависи тоҷик БиБиСи дастраси 10 апрели 2010